# Egelantiersgracht
Le Egelantiersgracht (« Canal de l'églantier » en néerlandais) est un canal secondaire situé dans l'arrondissement Centrum de la ville d'Amsterdam aux Pays-Bas. Situé à l'extérieur de la ceinture de canaux du Grachtengordel, il relie le Prinsengracht au Lijnbaansgracht parallèlement au Bloemgracht en traversant le quartier du Jordaan selon un axe est-ouest. Son tracé est parallèle à deux rues, la Nieuwe Leliestraat et l'Egelantierstraat. Comme de nombreuses rues et de nombreux canaux du Jordaan (« Jardin » en ancien néerlandais), le canal a été baptisé en référence à une variété de plantes.

## Histoire
Le canal fut creusé à la suite du lancement des travaux de construction du grachtengordel entre le Brouwersgracht et le Leidsegracht, en 1612. Contrairement aux grandes maisons bourgeoises qui bordent les canaux du grachtengordel (Herengracht, Keizersgracht, Prinsengracht) et du Bloemgracht, les bâtiments situés le long de l'Egelantiersgracht sont de taille plus modeste.